# 지사학

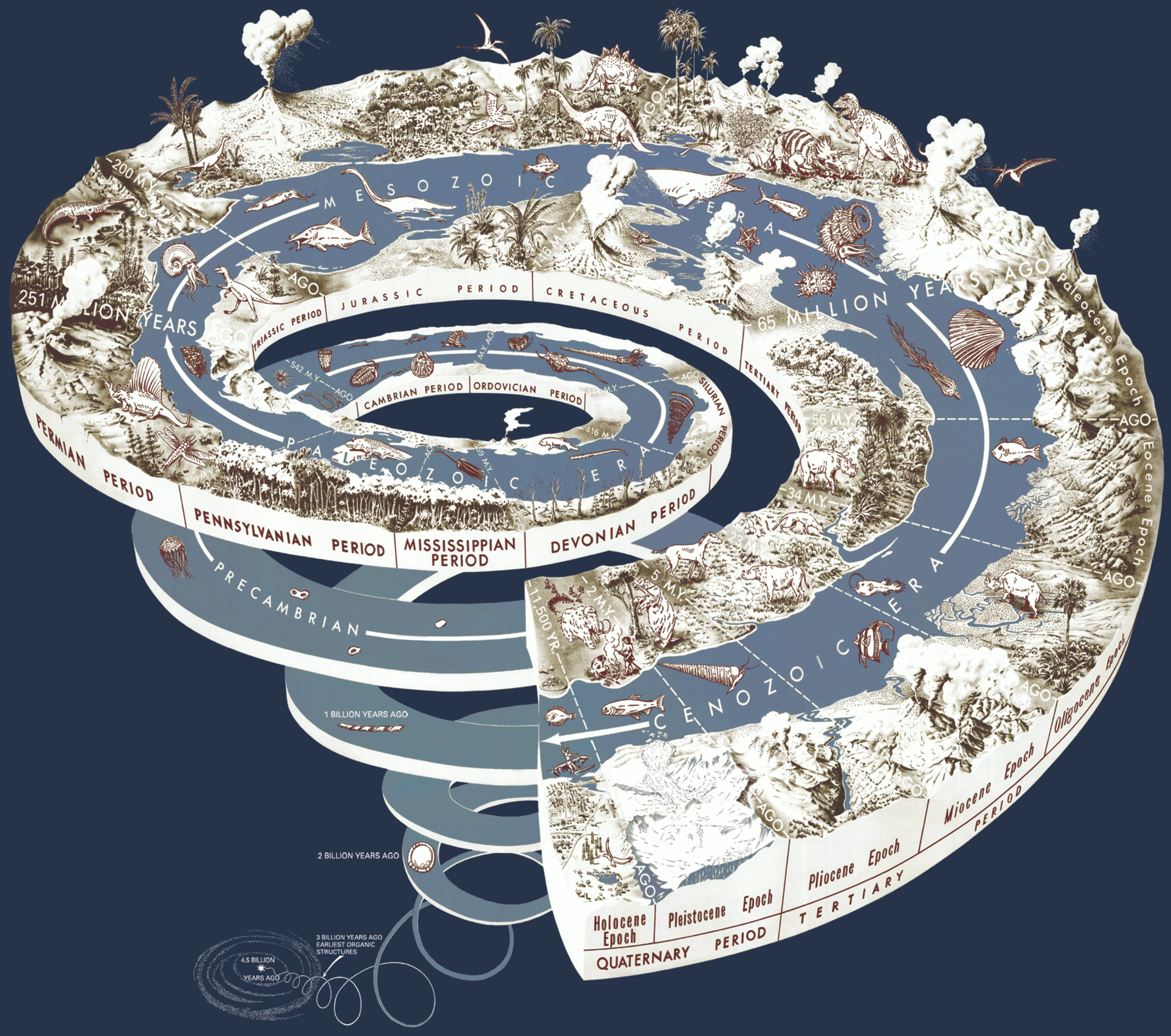
지질시대

지사학(historical geology or palaeogeology, 地史學)은 지구의 역사(지사)를 연구하는 학문으로서, 지질학의 한 분야이다. 지사(地史)는 지구의 지질학적 역사(지구사)를 말한다.

## 지질시대
- 선캄브리아 시대
- 고생대
- 중생대
- 신생대

## 같이 보기
- 지구사
- 지질학